# Schukey-Motor
Ein Schukey-Motor ist eine Rotationskolbenmaschine, die als Wärmekraftmaschine und Kältemaschine konzipiert ist. Mit ihrer Hilfe ist eine Kühlung ohne (chemisches) Kältemittel möglich; als Medium zum Wärmetransport wird (Umgebungs-)Luft verwendet.

## Entwicklung

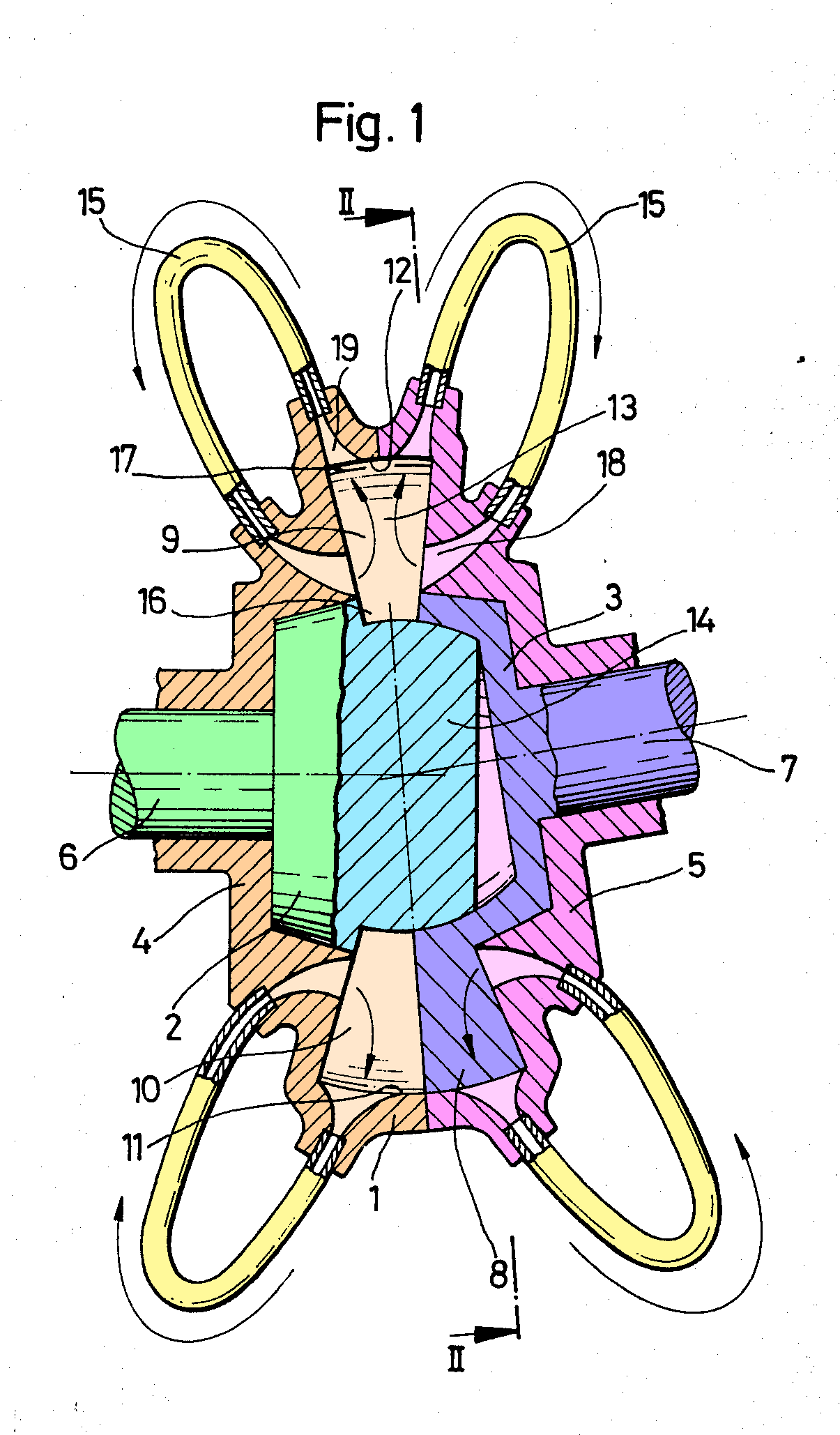
Schukey-Motor-Zeichnung aus US-Patent 3978680 (farbcodiert)

In der ersten Hälfte der 1970er Jahre beantragte und erhielt der gelernte Werkzeugmacher Jürgen Schukey (1940–2011) Patente auf einen Apparat, den er Aktionsmaschine nannte. Sein entsprechendes Patent für die Vereinigten Staaten betitelt den Apparat als Heat Engine. Über zehn Jahre später ließ Schukey darauf aufbauend Patente folgen, deren Inhalt ein thermodynamischer Kreisprozess, eine Rotationskolbenmaschine, und ein Wärmeübertrager nach dem Gegenstromprinzip ist.
Im Jahr 1993 stiegen BMW und Opel aus der Entwicklung des Schukey-Motors aus, an der sie sich zuvor beteiligt hatten.
Gegen Ende der 1990er Jahre legte Schukey ein weiteres Patent zur Rotationskolbenmaschine nach.
Bei dem Patent (bzw. das zusätzlich abhängige) handelt es sich eigentlich nicht um ein Patent, sondern um ein Gebrauchsmuster. Die Schutzrechte wurden nicht weiterverfolgt; sie sind mittlerweile erloschen.
Mit dem Jahr 2010 begann ein bis Ende April 2013 angelegtes Forschungsprojekt der Hochschule Hannover, um den Schukey-Motor zur Serienreife zu bringen, das zum geplanten Zeitpunkt abgeschlossen wurde. Im Juni 2010 wurde die Inbetriebnahme großer Schukey-Motoren zur Nutzung von Abwärme noch im selben Jahr angekündigt. Im Juli 2010 gab es zwei Schukey-Motoren, die einige hundert Stunden auf einem Prüfstand betrieben worden waren. Im Jahr 2010 befasste sich auch die Volkswagen AG kurz mit dieser Technik.
Im Umweltbundesamt von Deutschland ist man der Auffassung, dass die Chemieindustrie die Automobilindustrie unter Druck setzt, den Schukey-Motor zu ignorieren und weiterhin Kältemittel zu kaufen. Unter Leitung des Umweltbundesamts erhielt der Schukey-Motor Förderung durch die Europäische Union.
Aktuell arbeitet die Firma Thermodyna Maschinen und Anlagen GmbH daran, serienreife Produkte zu entwickeln.

## Technik
Die Konstruktion sieht weniger Bauteile als eine herkömmliche Klimaanlage vor, während sie weniger Gewicht, geringere Kosten und geringen Wartungsaufwand verspricht. Durch einen hohen Wirkungsgrad soll die Maschine zudem sehr effizient sein.
Der Schukey-Motor arbeitet nach dem gleichen thermodynamischen Prinzip wie verbreitetere Kältemaschinen, etwa in einem Kühlschrank, jedoch ohne Kältemittel. Zwei ineinandergreifende Rotoren, die im Laufe einer Umdrehung abweichende Drehwinkel einnehmen, komprimieren und expandieren gleichzeitig in mehreren Kammern die Luft. Die gekühlte Luft kann beispielsweise bei einer Anwendung im Automobil direkt in den Fahrzeuginnenraum abgegeben werden – ein gesonderter Wärmetauscher ist dann nicht notwendig.
Weiterhin ist der Einsatz des Schukey-Motors in einem Organic Rankine Cycle (ORC)-Prozess möglich. Abwärme in einem Temperaturbereich bis 350 °C und einem Druckniveau bis zehn Bar kann so über einen angekoppelten Generator in elektrische Energie umgewandelt werden.
Ein Einsatz ist z. B. in Kraftfahrzeugen, Blockheizkraftwerken, solarthermischen Kraftwerken und zur Abwärmenutzung von Schiffsdieselmotoren projektiert.

## Funktionsprinzip
Der Schukey-Motor gehört zum Typ der Katz-und-Mausmaschinen. Der Name rührt von den zwei ineinander verschränkten Rotoren her, wobei sich ein Rotor dem anderen in Umlaufrichtung annähert, bevor der andere in Umlaufrichtung davonläuft, was sich periodisch wiederholt. Die dazu notwendigen Änderungen der Rotationsgeschwindigkeit werden durch ein Getriebe erreicht, über welches die Rotoren miteinander verbunden sind. Die Rotoren schließen einen Arbeitsraum zwischen sich ein, dessen Volumen sich periodisch ändert und der dabei zugleich um die Drehachse der Rotoren umläuft. So ergibt sich beispielsweise ein Vier-Takt-Zyklus zwischen den beiden Rotationskolben, bei dem der Arbeitsraum sein Volumen während eines Umlaufs zweimal vergrößert und verkleinert (Kauertz-Maschine). Die notwendigen Ein- und Auslässe werden so in das Gehäuse eingelassen, dass sie stets zum richtigen Zeitpunkt vom umlaufenden Arbeitsraum erreicht werden.
Das Konzept von Schukey ist eine Verallgemeinerung des Kauertz-Motors zu einem Motor mit externer Verbrennung (in der US-amerikanischen Patentschrift werden allerdings nur Poirmeur, Kolko und Dedieu angeführt). Das Arbeitsmedium wird im Arbeitsraum erst verdichtet. Dann erreicht der Arbeitsraum einen Auslass, durch den das Medium zu einer Wärmequelle geführt wird (Wärmetauscher). Durch Erwärmung vergrößert sich sein Volumen. Es wird danach an anderer Stelle des Umfangs wieder in den Arbeitsraum geleitet, dessen Volumen sich daraufhin vergrößert, wobei das expandierende Medium Arbeit leistet. Wenn der Abstand zwischen beiden Rotoren am größten ist, erreicht der Arbeitsraum eine Auslassöffnung, und der sich verkleinernde Arbeitsraum schiebt das Medium heraus und in einen Wärmetauscher, der es abkühlt. Es strömt nun wieder in einen Arbeitsraum, in dem es verdichtet wird, womit der Prozess von vorne beginnt.